# 天中軒雲月 (4代目)
4代目 天中軒 雲月（1916年3月31日 - 1995年3月31日）本名は立石 弘。

## 経歴
福岡県直方市の生まれ、1930年4月に初代雲月に入門し月坊、初代が病で倒れたために独立し少年浪曲師として一座を組み地方を転々、戦中にシンガポール（昭南）に出征していたことから付けた「天中軒昭南」から戦後に本名を使った立石弘志を経て、1950年6月に4代目雲月を襲名。木村若衛、初代東家浦太郎、松平国十郎と共に戦後浪曲四天王の一人。1966年より日本浪曲協会会長を務めた。1987年（昭和62年）、カルロス・ゴメス賞（ブラジル文化勲章）受勲。1989年（平成元年）、勲四等瑞宝章受勲。得意演目は「佐倉義民伝」。その弱点を克服した熱演型の舞台で人気を呼ぶ。

## 弟子
- 天中軒龍月
- 5代目天中軒雲月